# Domašov
Domašov (en allemand : Domaschow) est une commune du district de Brno-Campagne, dans la région de Moravie-du-Sud, en République tchèque. Sa population s'élevait à 665 habitants en 2020.

## Géographie
Domašov se trouve à 10 km au sud-est de Velká Bíteš, à 20 km à l'ouest-nord-ouest de Brno et à 166 km au sud-est de Prague.
La commune est limitée par Lesní Hluboké au nord, par Javůrek à l'est, par Říčky et Litostrov au sud, et par Rudka et Zálesná Zhoř à l'ouest.

## Histoire
La première mention écrite de la localité date de 1048.